# ナガバキタアザミ
ナガバキタアザミ（長葉北薊、学名：Saussurea riederi subsp. yezoensis）は、キク科トウヒレン属の多年草。チシマキタアザミ（学名：Saussurea riederi）を分類上の基本種とする亜種。

## 特徴
茎は直立し、高さは30-100cmになり、分枝しないか上部で多少分枝し、上部に短い縮毛があり、幅の狭い翼がある。花時には根出葉はふつう存在しない。葉は互生し、茎の下部から中部につく葉は草質で、葉身は広卵形から卵形または細長い三角形になり、長さ3-8.5cm、先は鋭尖頭、基部は切形から心形、縁に粗い鋸歯がある。葉の両面に細毛がまばらにあり、長さ3-9cmになる葉柄があり、翼がある。茎の上部につく葉はしだいに小さくなり、基部は茎を抱く。
花期は7-8月。頭状花序は散房状または複散房状に10個内外が密集してつき、花柄は3-8mmと短い。総苞は上部が黒紫色で、長さ8-12mm、径4-5mmになる狭筒形、総苞片は6-7列あり、片は圧着し、外片は広卵形になり、先は尾状に伸びる。総苞の表面に縮れたくも毛がある。頭花は筒状花のみからなり、花冠の長さは9-10mm、色は紅紫色になる。果実は長さ4mmの痩果になる。冠毛は2輪生で、落ちやすい外輪は長さ0.5-4.5mm、花後にも残る内輪は長さ7mmになる。

## 分布と生育環境
亜種として日本固有種。南千島、北海道、本州の東北地方北部（早池峰山）に分布し、高山の草原に生育する。北海道の代表的な高山植物の一つであり、大きな群落を形成することがある。早池峰山に分布するものは、花序が複散房状になって大型になり、総苞片の中片と外片の先端部の尾状突起があまり長く伸長しない。

## 名前の由来
和名ナガバキタアザミは、「長葉北薊」のことで、日本の北地に産し、葉が長いことによる。
種小名 riederi は、採集者「リーデル(Rieder)の」の、亜種名 yezoensisは、「北海道の、蝦夷の」の意味。

## ギャラリー
- 総苞上部が黒褐色で、総苞外片の先端は尾状に伸びる。
- 頭花は複散房状に密につく（早池峰山）。

## 下位分類
- シロバナキタアザミ Saussurea riederi Herder subsp. yezoensis (Maxim.) Kitam. f. albiflora (Koidz.) H.Hara[10] - 白花品種[5][8]。
- オクキタアザミ Saussurea riederi Herder subsp. yezoensis (Maxim.) Kitam. var. japonica Koidz.[11] - 茎の高さは20-60cmになり、茎葉は卵形から広卵形あるいは三角状卵形、基部は切形からくさび形、葉柄に広い翼がある。総苞は緑色で縁のみが暗紫褐色になり、総苞片は6-7列、外片と中片は卵形から長卵形で先端が芒状に伸長し、ナガバキタアザミのそれより長い。花冠は長さ10mm。日本固有種。本州東北地方北部（焼石岳、羽後朝日岳、鳥海山）に分布し、高山帯の草地に生育する[5][6][8]。
- チシマキタアザミ Saussurea riederi Herder[12] - ナガバキタアザミの分類上の基本種。茎の高さ10-40cm、根出葉が花時にも生存することが多く、葉身は三角状卵形で幅が広い。総苞片は4-6列、外片は尾状に伸長しない。千島列島中部からカムチャツカ半島南部に分布する。カムチャツカ半島南部は、チシマキタアザミの基準産地である[8]。

- オクキタアザミ
山形県鳥海山 2012年8月
- オクキタアザミ
総苞外片と中片の先端は芒状に伸びる。